# Parc de Nova Lloreda
El Parc de Nova Lloreda és un parc situat al barri de Nova Lloreda de Badalona. Fou inaugurat el 1982, per tant compta amb certa història, doncs va ser de les primeres zones verdes creades a partir de la instauració de la democràcia després d'una reivindicació veïnal al barri, amb la necessitat d'esponjar-lo. Es troba delimitat per la Rambla de Sant Joan, el camí de Sistrells i l'avinguda de Catalunya, sent la seva superfície total 1,5 ha.
Hi abunden els arbres de gran port, en la seva majoria plàtans, i els parterres enjardinats amb gespa i arbustiva que també ha assolit un bon desenvolupament. Tots els camins són de sauló. Compta com a serveis amb una zona infantil, una estació de compostatge i una àrea per a gossos.
El 2005 fou reconegut com una de les 142 zones verdes catalanes més sostenibles conjuntament amb el parc de Torrents i Lladó, entre els que presentaren a la jornada tècnica de parcs i jardins, celebrada a Badalona. El certificat assegurava la qualitat medi ambiental i de la seva ordenació espacial i dels seus elements, a més de la seguretat i la gestió del verd.

## Transports
El parc té una sèrie de parades d'autobús en els seus contorns, totes les línies són operades per TUSGSAL.
- B5 (Badalona Estació Rodalies - Sta. Coloma H. Esperit Sant)[4]
- B17 (Sta. Coloma Rbla. St. Sebastià - Badalona Francesc Layret)[5]
- B24 (Badalona H. Can Ruti - Barcelona Rda. St. Pere)[6]
- B27 (Sta. Coloma Oliveres - Badalona H. Can Ruti)[7]
- N9 (Barcelona Pl. Portal de la Pau - Tiana Edith Llaurador)[8]